# 2019年聯合國氣候行動峰會
2019年联合国气候行动峰会是联合国秘书长安东尼奥·古特雷斯组织的旨在促进《巴黎协定》推进的行动大会，该会议于2019年9月23日在联合国总部美国纽约举办。

## 峰会背景
该峰会举行的背景在于尽管各国政府已承诺解决气候危机，但全球温室气体排放量仍在逐年增加。根据《巴黎协定》，各国承诺将全球温度上升限制在“远低于” 2℃的水平,但是反观当前的各国的承诺，将全球气温升高控制在3℃也很难实现。另外，各国民族主义抬头给世界气候变化难题的解决带来了障碍。在这样的全球背景下，秘书长古特雷斯自发举行该行动会议，呼吁各国领导及政要，加强对环境问题的重视。
在会议举行之际，一场由150个国家参与的“气候罢工”行动在全球展开，涉及多个国家。组织者表示，为了向世界领导人施加压力迫使其采取行动，持续的行动至关重要。